# Клоц, Рейнгольд
Рейнгольд Клоц (нем. Reinhold Klotz; 13 марта 1807, Штольберг (Рудные горы), — 10 августа 1870, Кляйнцшохер, ныне в черте Лейпцига) — немецкий филолог.

## Биография
Был профессором в Лейпциге. Ему принадлежат критические издания Лукиана, Климента Александрийского (Лейпциг, 1831—1832), трагедий Еврипида, Цицерона (1851—1856; 2 изд., 1863—1874), Катона Старшего и др. Написал оставшееся незаконченным «Handbuch der lat. Litteraturgeschichte» (1846) и «Handbuch der lat. Stitistik» (Лейпциг, 1874), опубликовал латинский словарь (Брауншвейг, 1833—1857).